# 유산슬

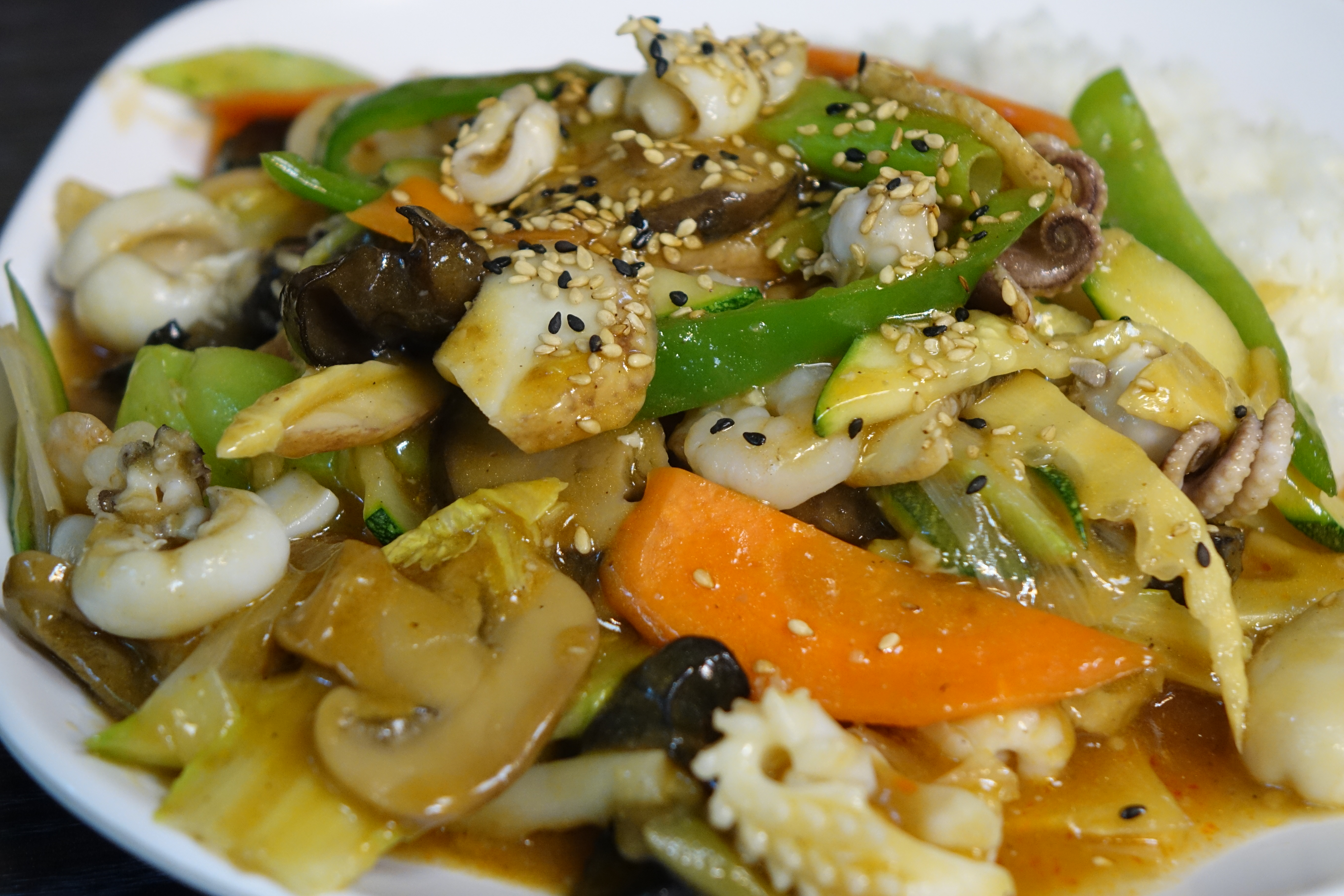

유산슬 또는 류산슬(溜三絲)은 해산물과 육류를 채썰어 볶아 만든 중국 요리의 하나다. 류(溜)는 '녹말을 끼얹어 걸쭉해진 것', 산(三)은 '세 가지 재료', 슬(絲)은 '가늘게 썰다'라는 의미다. 여기서 세 가지 재료에는 채소, 고기, 해산물을 포함하며, 보통 죽순, 표고, 새우, 돼지고기, 해삼 등을 넣는다. 팔보채와 재료나 조리법이 유사하지만, 팔보채는 재료를 크게 썰 뿐만 아니라 고추기름이 들어감으로써 붉은빛이 돈다는 점에서 유산슬과 구별된다. 대한민국에서는 즉석식품으로도 그 영역이 넓다.

## 같이 보기
- 한국식 중국 요리